# 95785 Csányivilmos
A 95785 Csányivilmos (ideiglenes jelöléssel (95785) 2003 FV6) a Naprendszer kisbolygóövében található aszteroida. Sárneczky Krisztián fedezte fel 2003. március 27-én.